# Osmia brevicornis
Osmia brevicornis là một loài Hymenoptera trong họ Megachilidae. Loài này được Fabricius mô tả khoa học năm 1798.